# Pentachloranilin
Pentachloranilin ist eine chemische Verbindung aus der Gruppe der Chloraniline.

## Vorkommen
Pentachloranilin kommt als Metabolit von Pentachlornitrobenzol vor.

## Gewinnung und Darstellung
Pentachloranilin kann durch Reduktion von Pentachlornitrobenzol mit Zinn, Salzsäure und Ethanol gewonnen werden. Es bildet sich ferner bei der Einwirkung von Chlor auf die ätherische Lösung von symmetrischem m-Dichloranilin.

## Eigenschaften
Pentachloranilin ist ein gelber kristalliner Feststoff, der praktisch unlöslich in Wasser ist.